# Yola Mgogwana
Yola Mgogwana, née en 2008, est une militante sud-africaine pour le climat.

## Biographie
Originaire de Khayelitsha au Cap,, Mgogwana est élève à l'école primaire Yolomela de Khayelitsha, l'une des communes les plus pauvres du Cap. Ensuite, elle commence à étudier à Curro  . Son éducateur environnemental est Xoli Fuyani, qui est à la fois un mentor et un collaborateur dans son travail. Il est également coordinateur de l'éducation environnementale au sein du projet Earthchild, une organisation à but non lucratif à laquelle Mgogwana est liée .

## Activisme climatique
L'activisme de Mgogwana commence en 2019, alors qu'âgée de  onze ans et s'inquiétant de la pollution, des conditions météorologiques inhabituelles et de la menace d'une crise de l'eau dans son pays . Elle inspire les jeunes Africains à la rejoindre dans son combat pour la justice climatique. Aux côtés de Kiara Nirghin et Ruby Sampson, elle est perçue comme l'incarnation sud-africaine de l'engagement climatique, à l'image de la militante suédoise Greta Thunberg.
En effet, en janvier 2019, elle fait du bénévolat auprès du Earthchild Project Eco-Warriors, un programme parascolaire qui vise à combiner formation au leadership, compétences de vie et éducation environnementale,,. 
Elle appelle à un changement de comportement en faveur de la nature face à aux conditions climatiques irrégulières à Khayelitsha en accusant le gouvernement,.  
En mars 2019, elle milite pour le climat  en faisant sa première marche de jeunes  devant le Parlement du Cap pour exiger de meilleures politiques et une meilleure justice.  Au cours de cet événement, elle s'adresse à un public de 2 000 jeunes du Cap sur la justice climatique.
En août 2019, elle devient l'une des principales conférencières du symposium du FNUAP sur la santé sexuelle et reproductive, le genre et la résilience au changement climatique à Johannesburg. Son activisme s'inspire du mot zoulou « Ubuntu », qui signifie « Je suis, parce que tu es ».
Depuis 2022 et en collaboration avec l' Alliance africaine pour le climat, le Vukani Environmental Justice Movement in Action et GroundWork, elle est  impliquée dans l'affaire judiciaire #CancelCoal menée par des jeunes pour empêcher l'expansion du parc de charbon du gouvernement sud-africain à Mpumalanga,.

## Mentions dans les médias
Mgogwana est  reconnue dans les médias nationaux et internationaux comme une jeune militante climatique remarquable en parallèle à Greta Thunberg en Afrique du Sud,,.

## Note et références

### Note
- (en) Cet article est partiellement ou en totalité issu de l’article de Wikipédia en anglais intitulé « Yola Mgogwana » (voir la liste des auteurs).